# Болница у Ипсосу
Болница у Ипсосу била је привремени медицинска установа Српске војске стациониран у малом рибарском насељу, данас једном од најпознатијих туристичких насеља на острву Крф, током Првог светског рата у периоду од 1916. до 1917. године. Болницу је основала Моравска стална војна болница из Ниша.

## Историјски услови у којима је основана болница
Након албанске голготе током Првог светског рата Крф је био од 1916. до 1917. седиште српске владе њене војске и дела избеглог становништва у изгнанству. У њему је 1917. године ту је потписан „Крфска декларација" којом је закључено стварање Југославије.
После више од месец дана тешких маршева, по лошем времену, српска војска се окупила код Скадра, Драча и Валоне, одакле сје бродовима превеежена на Крф, на ком се до априла прикупило 151.828 војника и цивила. Прво искрцавање на Крфу, „Острву спаса” како су га прозвали преживели Срби, било је у пристаништу у Гувији [Говино], шест километара северно од града Крфа.
На острву су формирани готово сви нивои организације државне управе и војске. Народно позориште на Крфу било је уступљено од стране крфских власти за заседање српског Парламента од 19. јануара 1916. до 19. новембра 1918. док је у хотелу Бела Венеција била смештена српска Влада. Излазиле су и Српске новине у тиражу од десет хиљада примерака. Штампане су многе књиге као и уџбеници за децу. На Крфу је формирана српска основна школа са 290 ученика и нижа гимназија са 120 ђака. Организована су спортска друштва, одржавале су се фудбалске утакмице са савезничким екипама.

## Услови у којима је реорганизован санитет на Крфу
Након што је јака и неустрашиви српски народ преживео најгоре могуће повлачење из домовине преко, Албанских гудура, и на том путу изгубил много људи, снаге и дравља, на видику је било спасење на острву Крф. Али за многе је то било и погубно, због вишемесечне исцрпљености глађу.
Наиме још у току евакуације са Албанске обале, доктори на италијанским транспортним бродовима забранили су посади, што је изгледало прилично окрутно, да се војницима даје храна (осим мало тоста и воде) јер су тако слаби да би умрли од јаче хране, образлагали су лекари. Тако су им они заправо спасили живот.
Но, чим су се транспортни бродови приближили обали Крфа, локални трговци су их окружили својим малим чамцима у којима су нудили слаткише и њихово мандатно вино. Српски војници су имали мало новца, једино што им је дато у Албанији уместо хране, и док су Италијански морнари, заспали, јер нису спавали три дана и ноћи, и тако престали да их пконтролишу, догодила се стравична сцена: стотине српских војника који су преживели највеће страхоте, умирли су с мирисом хлеба или колача у устима.
Сви продавци са Крфа су одмах уклоњени; Велики бродови су наставили кретање са Србима ка копну; још три стотине људи умрло је на само неколико минута, колико им је било још потребно да стигну до обале.
Глад и болест је био највећи проблемима на острву Крф и суседном острву Видо, на коме се борио српски санитет, који је мора да збрине и надаље води бригу о великом броју изнемоглих и оболелих након стравичног вишемесечног марша српске војске у албанској голготи.

## О болници
У свом саставу болница у Ипсосу имала је поред хируршког и других одељења за збрињавање и рехабилитацију оболелих и рањених и бактериолошку лабораторију.
У болници је на иницијативу  резервног санитетског капетан 1. кл. др Михаила Н. Петровић основана и официрска и војничка читаоница, Српско-Енглеског и Српско-Француског клуба, чајџиница за официре, и зачета установа „Малих четника“ из избегличких српских фамилија.
Касније је ова болница деловала у оквиру Централне српске болнице у Седесу (Француско-српска болница у Седесу), која је отворена 9. маја 1916. године. Др Милан Петровић, једног од хирурга ове боленице је у мају 1916. премештен у Воден (данашња Едеса).